# Luís Pimentel
Luis Pimentel (Lugo, 18 december 1895 – aldaar, 13 februari 1958) was een Spaans dichter. Luis Pimentel was het pseudoniem van Luís Benigno Vázquez Fernández-Pimentel. Pimentel was de tweede achternaam van zijn grootvader van moeders kant.
Hij maakte in Lugo in 1914 zijn middelbareschoolopleiding af en studeerde daarna medicijnen in Santiago de Compostella. In 1922 studeerde hij af om daarna zijn doctoraalstudie te vervolgen in Madrid. Na deze studie voltooid te hebben trok hij terug naar Lugo, waar hij zijn hele leven lang op de Plaza Mayor 16 woonde.
Gedurende zijn leven werd slechts een kleine dichtbundel gepubliceerd getiteld Triscos. Na zijn dood volgden Sombra na aire no herba en Barco sin luces. In 1981 verscheen een bundel met al zijn dichtwerk onder de titel Poesía enteira.
Zijn gedichten werden voor het eerst gepubliceerd in het tijdschrift Ronsel, dat in 1924 werd opgericht. Pimentel werkte als dokter in het gemeentelijke ziekenhuis. Hij maakte deel uit van een literaire en artistieke kring samen met Ánxel Fole, Manuel María Fernández Teixeiro en Rof Codina, maar speelde hierin geen hoofdrol.
Het grootste deel van zijn werk schreef hij in het Castiliaans, maar later verschenen ook gedichten in het Galicisch, deels vertaald door vrienden, zoals Ramón Piñeiro en Ánxel Fole. Pimentel werd sterk geïnspireerd door het werk van Rosalía de Castro, maar zijn absolute favoriet was Francis Jammes. Daarnaast bewonderde hij het werk van Jules Laforgue, waarvan hij een deel van zijn grammaticale stijl overnam.